# 格倫峽谷大壩

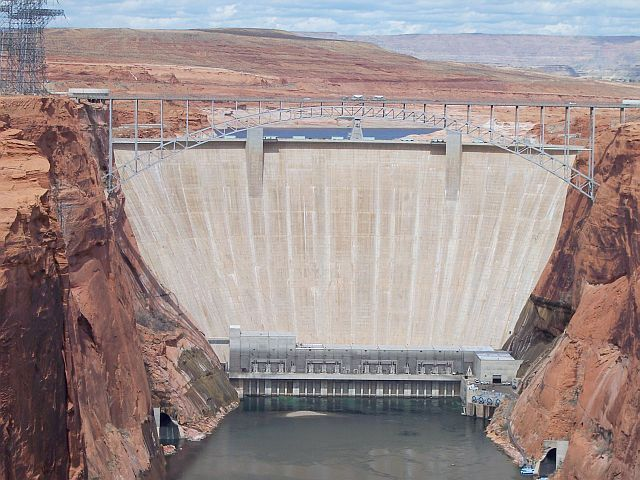
格倫峽谷大壩

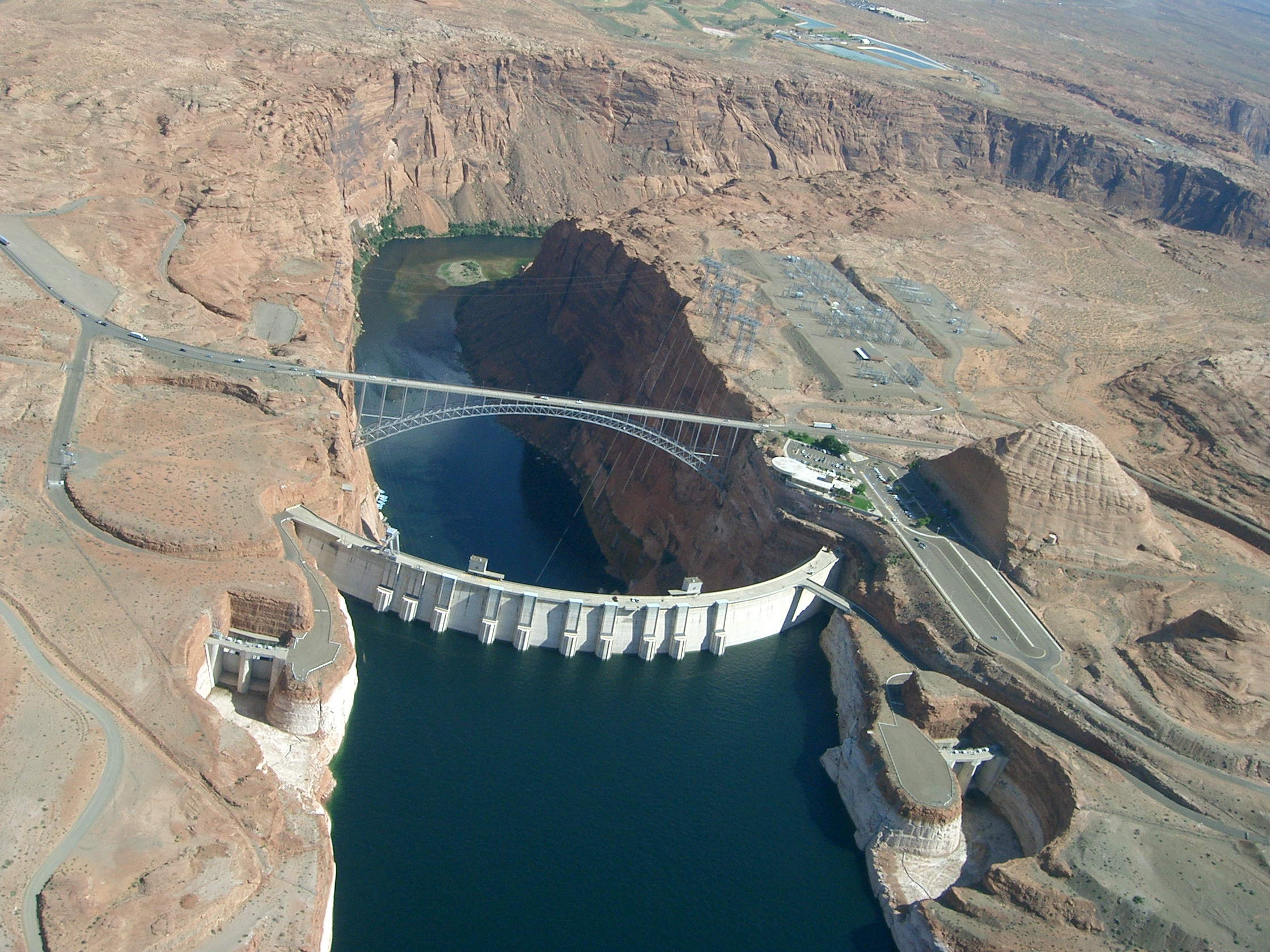
從上空鳥瞰大壩周邊

格倫峽谷大壩（英語：Glen Canyon Dam）是位於美國西南部的一座混凝土重力拱壩，座落於亞利桑那州北部的科羅拉多河上，靠近佩吉。美國墾務局在1956年至1966年間建造這座高710英尺（220公尺）的大壩，由此形成了鮑威爾湖。該大壩以格倫峽谷為名，是美國最大的水庫之一，容量超過2500萬英畝-英尺（31立方公里）。